# Khan Bonfils
Khan Bonfils (ur. 1972, zm. 5 stycznia 2015 w Londynie) – brytyjski aktor.
Zmarł nagle podczas próby w teatrze do przedstawienia Boskiej komedii Dantego.

## Kariera aktorska
- W strefie cienia, 1998
- Gwiezdne wojny: część I – Mroczne widmo, 1999
- Lara Croft Tomb Raider: Kolebka życia, 2003
- Sky Kapitan i świat jutra, 2004
- Batman: Początek, 2005
- Body Armour, 2007
- Skyfall, 2012
- Traveller, 2013